# Плотина (Костромская область)
Плотина — поселок в Чухломском муниципальном районе Костромской области. Входит в состав Повалихинского сельского поселения

## География
Находится в северной части Костромской области на расстоянии приблизительно 17 км на восток-северо-восток по прямой от города Чухлома, административного центра района у речки Ножига.

## История
Поселок образовался при советской власти. До начала 1990-х годов здесь жило около трехсот работников лесозаготовительной промышленности.

## Население
Постоянное население составляло 73 человека в 2002 году (русские 90 %), 9 в 2022.